# サルヴァトーレ・カンマラーノ

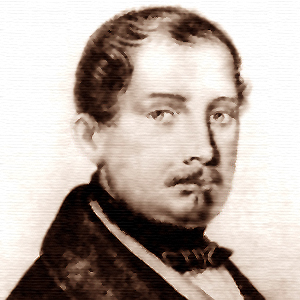
サルヴァトーレ・カンマラーノ

サルヴァトーレ・カンマラーノ（Salvatore Cammarano、1801年3月19日 - 1852年7月17日）は、イタリアのオペラ台本作家である。1830年代から1850年代にかけて、ガエターノ・ドニゼッティやジュゼッペ・ヴェルディになどに多くの台本を提供したことで知られている。

## 生涯
ナポリに生まれる。父親のジュゼッペ・カンマラーノは画家で、もともとは絵画や彫刻を学んだというが、その後演劇界に転じ、1830年代からはオペラ台本を著すようになる。処女作はエジスト・ヴィニョッツィのための『花嫁』（La sposa、1834年初演）。1835年からは生地ナポリのサン・カルロ劇場の座付台本作家（兼上演監督）となり、主として同劇場で初演された作品について台本を担当した。
特にドニゼッティとは深い親交関係で結ばれており、『ランメルモールのルチア』（初演1835年）、『ロベルト・デヴリュー』（同1837年）、『ポリウト』（作曲1838年、ただし検閲のためナポリでの上演は果たせず、改作の後パリで1840年に初演）などの名作オペラを生んだ。
また、より新進に属するヴェルディに対しても4本の台本を提供し、うち『イル・トロヴァトーレ』はヴェルディ中期の傑作の一つに数えられる。またヴェルディが生涯を通じて作曲を念願し、結局は果たせなかったシェイクスピア『リア王』の台本作成も、カンマラーノが折にふれて行っていた。台本作家に対する自己主張が強く、矢継ぎ早に書簡で指図を行っていたヴェルディも、この12歳年長のカンマラーノに対しては敬意を持って接していたようで、台本作成のペースの遅れに気を揉みつつマイペースでの執筆を許していた。その結果、『イル・トロヴァトーレ』の台本作成中の1852年7月にカンマラーノがナポリで急死した時、ヴェルディはその事実を2週間も経ってから新聞で知って狼狽するほどだった（『トロヴァトーレ』の未完部分は他の詩人を招き入れて補作された）。
カンマラーノの台本の特徴として、長年の舞台経験に由来する劇的展開の巧みさ、詩文の華麗な美しさに定評があり、エキゾティックな原作の雰囲気を保ちつつ、聴衆、作曲家、歌手そして検閲当局を同時に満足させるだけの技量を身につけていた、職人的作家であった。ただし、その過程で原作（小説、戯曲等）のドラマ展開はカンマラーノによってかなり自由奔放に改変されてしまうことも多く、「技巧的なアリアを要所に配置した番号付きオペラ」という、1840年代後半には既に限界がみえつつあった形式から脱却できなかったことも事実である。
その台本のほとんどは悲劇作品であったが、オペラ・ブッファの台本2作を彼の兄、ルイージ・カンマラーノに作成した。同時代の他のオペラ作曲家、ジョヴァンニ・パチーニやサヴェリオ・メルカダンテにもカンマラーノは台本を提供しているが、これら作曲家の曲付けの弱さもあり、今日レパートリーに上るものは少ない。